# Irtyshite
L'irtyshite è un minerale.